# San Pedro Pochutla
San Pedro Pochutla is een stadje in de Mexicaanse staat Oaxaca. De plaats heeft 12.117 inwoners (census 2005) en is de hoofdplaats van de gemeente San Pedro Pochutla.
In Pochutla werd in het verleden Pochuteeks gesproken, een taal die in het begin van de 20e eeuw is uitgestorven.